# 景洪毛蕨
景洪毛蕨（学名：Cyclosorus jinghongensis），为金星蕨科毛蕨属下的一个植物种。其种加词“jinghongensis”意为“景洪的”。
为Christella jinghongensis (Ching ex K.H.Shing) A.R.Sm. & S.E.Fawc.的异名。